# Дербісецький сільський округ
Дербісе́цький сільський округ (каз. Дербісек ауылдық округі, рос. Дербисекский сельский округ) — адміністративна одиниця у складі Сариагаського району Туркестанської області Казахстану. Адміністративний центр — село Дербісек.
Населення — 14670 осіб (2021; 12168 у 2009, 10383 у 1999, 8830 у 1989).
Станом на 1989 рік існувала Тоболінська сільська рада (села Кизкудук, Кірово, Тоболіно, селище Ашикудук).

## Склад
До складу округу входять такі населені пункти:
| Населений пункт  | Колишні назви | Населення, осіб (1989) | Населення, осіб (1999) | Населення, осіб (2009) | Населення, осіб (2021) |
| ---------------- | ------------- | ---------------------- | ---------------------- | ---------------------- | ---------------------- |
| Атамекен, село   | -             | -                      | 674                    | 934                    | 1323                   |
| Ашикудук, селище | -             | 37                     | -                      | -                      | -                      |
| Дербісек, село   | Тоболіно      | 5733                   | 9709                   | 11234                  | 13347                  |
| --Кірово, село   | -             | 3013                   | -                      | -                      | -                      |
| Кизкудук, село   | -             | 47                     | -                      | -                      | -                      |